# Hazmiriyyun
Els hazmiriyyun o la germandat hazmiriyya foren una germandat religiosa marroquina fundada pels germans Abu-Zayd Abd-ar-Rahman (mort en 1306 o 1308) i Abu-Abd-Al·lah Muhàmmad (mort el 1280), fills d'Abd-al-Karim al-Hazmirí. Eren membres de la confederació tribal dels dukkala, i de la tribu hazmira, una de les sis de la confederació. La seva tasca era islamitzar els amazics refractaris a l'islam ortodox i partidaris d'un islam nacional. Va desaparèixer al segle XV quan va sorgir el moviment marabútic i el xerifisme i es van originar noves confraries.